# Isuela
El riu Isuela és un riu de la província d'Osca, amb uns 40 km de longitud, afluent del riu Flumen pel seu marge dret. És el riu de la capital, Osca, i el seu curs serveix d'accés des de Foia d'Osca al Serrablo i l'Alt Gállego, paral·lel a les seves ribes passa la carretera Nacional N-330.

## Curs
El riu neix en els vessants sud-orientals del Coll de Labarza, que separa la Vall d'Arguis de la Vall de Rasal, i discorre cap a l'est, paral·lel a les serres exteriors pirinenques que el tanquen: la Serra de Bonés al nord, que el separa del Riu Flumen, i la Serra de Gratal al sud, en contacte amb el Somontano de Barbastre. Tancat per la Serra de l'Àguila a l'est, el riu abandona la Vall d'Arguis obrint un congost, la Foz de San Clemente, cap al sud. Passa per Nueno, discorre entre Banastás i Yéqueda i torça al sud-est i travessa la capital, Osca. Passada la capital, el curs de l'Isuela es manté els últims quilòmetres del seu curs dirigit cap al sud, gairebé paral·lel al curs del riu Flumen, on finalment desemboca a l'altura de Bunyals, nucli de població del municipi d'Osca.
En el seu curs alt, l'Isuela està regulat gràcies a l'embassament d'Arguis, estratègicament situat abans de la congost de Sant Climent. Les seves aigües serveixen, sobretot, per al reg de la Foia d'Osca, gràcies a les diferents séquies (com per exemple, la séquia d'Osca en el marge dret o la séquia de Coliñenique per l'esquerra) que distribueixen l'aigua de l'Isuela i alimenten basses de reg, com l'Alberca de Cortés o l'Alberca de Loreto.

### Municipis, pobles i ciutats pels quals passa
- Arguis
  - Arguis[9]
- Nueno
  - Nueno[10]
- Igriés
  - Igriés
  - Yéqueda
- Banastás
  - Banastás
- Chimillas
  - Chimillas
- Osca
  - Osca
  - Tavernes d'Isuela
  - Nals
- Monflorite-Lascasas
  - Pompenillo
  - Castell Pompién

### Afluents
Els principals afluents del riu Isuela són: 
- Pel marge dret rep primer les aigües dels barrancs que baixen del vessant nord de la Serra de Gratal: 
  - Barranc de Focegabarda
  - Barranc de Sant Antoni
- Després el riu perfora aquesta serra torçant cap al Sud, travessant Foz de Sant Climent només sortir de l'Embassament d'Arguis, a partir del qual, comença a recollir els seus afluents que baixen pel vessant sud del Gratal :
  - Barranc de a Batalla
  - Barranc de Fonturbia
  - Barranc CICAL
  - Desguàs del Safareig de Cortés

- Pel marge esquerre rep l'aigua recollida en el vessant sud de la Serra de Bonés, i també part de les del vessant nord mitjançant el transvasament, a través de la séquia de Bonés i del barranc del Fulco, l'aigua que correspondria al riu Flumen:
  - Barranc el Pozanco
  - Barranc del Fulco